# Czeladna
Czeladna (cz. Čeladná, niem. Czeladna) – gmina w Czechach, w powiecie Frydek-Mistek, w kraju morawsko-śląskim.

## Geografia
Miejscowość leży nad rzeką Čeladenką, lewym dopływem Ostrawicy, na Pogórzu Morawsko-Śląskim. Na północnym zachodzie rozciąga się masyw Ondřejníka ze szczytem Skalka (964 m) a na południu Beskid Morawsko-Śląski ze szczytami Kněhyně (1257) i Smrek (1276). Na północy sąsiaduje z miastem Frydlant nad Ostrawicą, na wschodzie z gminą Ostrawica, a na zachodzie z Kunčicami pod Ondřejníkem. Przez miejscowość przebiega droga krajowa II kategorii nr 483 i linia kolejowa nr 323 z własnym przystankiem, łączące miasto Frenštát pod Radhoštěm z Frydlantem.
Centrum zabudowy wsi leży w dolinie Čeladenki, przy wspominanej drodze z Frenštátu do Frydlantu. Wyżej, u północnych podnóży masywów Smreka i Kněhyni, leżą stare przysiółki Czeladna Górna i Hamry. Nowa zabudowa rozrzucona jest wyspowo w górze doliny Čeladenki a także u wschodnich podnóży masywu Ondřejníka, poza linią kolejową i potokiem Frýdlantská Ondřejnice.

## Historia
Wieś została po raz pierwszy wzmiankowana w 1581 jako miejscowość tzw. państwa hukwaldzkiego. Funkcjonowała na prawie wołoskim, a tego typu miejscowości zakładano w okolicy od przełomu XV i XVI wieku. Nazwa pochodzi od słowa čeládka, polskie czeladź (psł. *čeľadь), zapewne w znaczeniu ogółu osób pełniących jakieś powinności na dworze książęcym. Na początku XVII wieku włodarze z Hukvaldów założyli tu drewnianą stanicę dla tzw. portaszy, celem pilnowania granicy z Węgrami i zwalczania zbójników. Portasze stacjonowali tu do 1828 r. Do 1789 miejscowość należała do parafii we Frydlancie, po czym usamodzielniła się, podobnie jak wiele innych w dobie józefinizmu.
Od roku 1678 funkcjonowała tu huta żelaza (przysiółek Hamry). W 1802 uruchomiono w niej wielki piec i nowoczesną odlewnię. W 1922 r. przeniesiono zakład do Frydlantu. W 1835 miejscowość liczyła 1657 mieszkańców w 191 domach. Mieszkańcy posługiwali się morawskimi gwarami laskimi, a Gregor Wolny określił wieś jako zamieszkałą przez Wałachów, wieś była więc pograniczem pomiędzy Laskiem a Morawską Wołoszczyzną.
Podczas II wojny światowej mieszkańcy wsi wspierali partyzantów Brygady im. Jana Žižki, za nagrodzono ją tytułem partyzanckiej wsi.

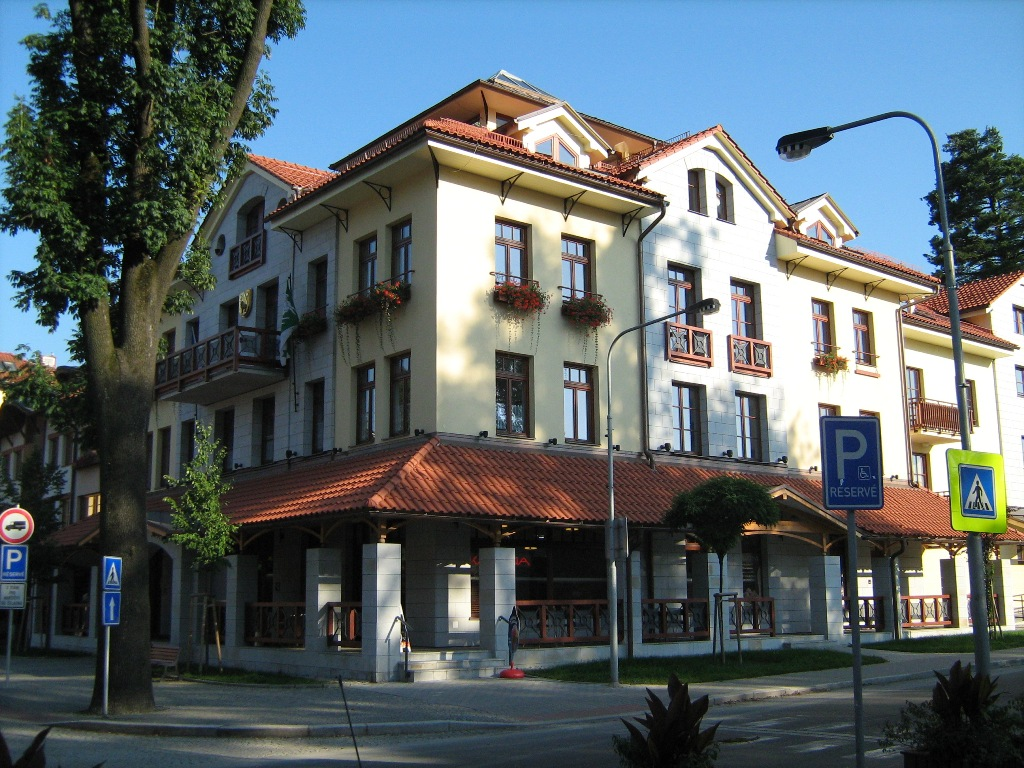
Urząd gminy
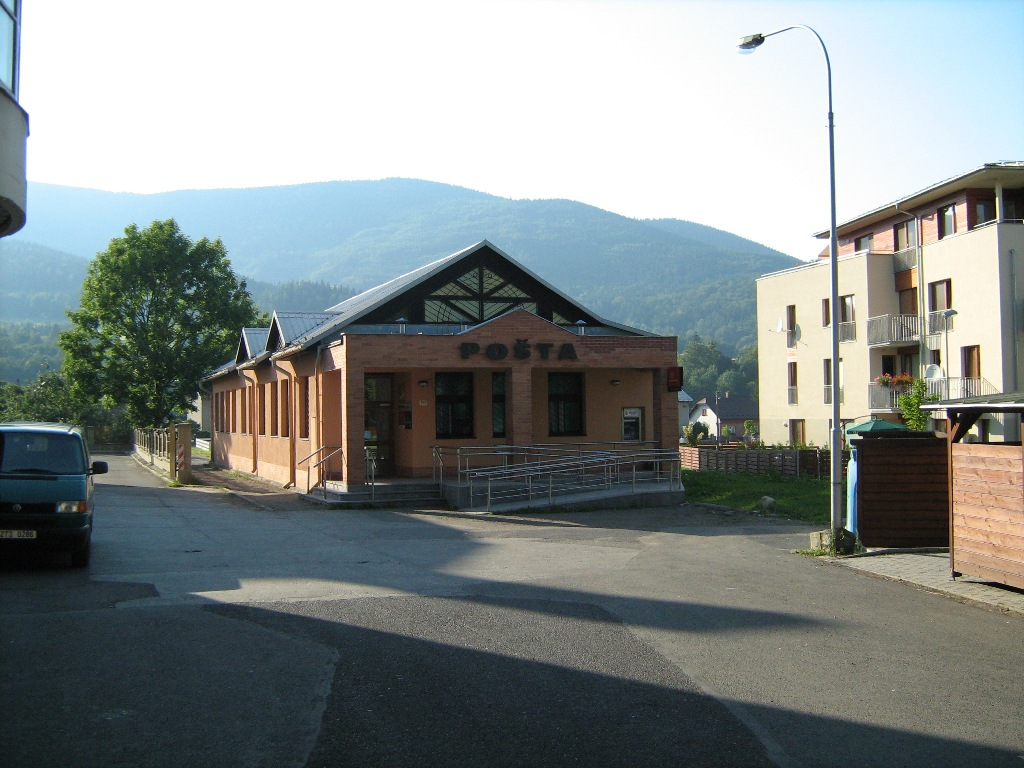
Poczta
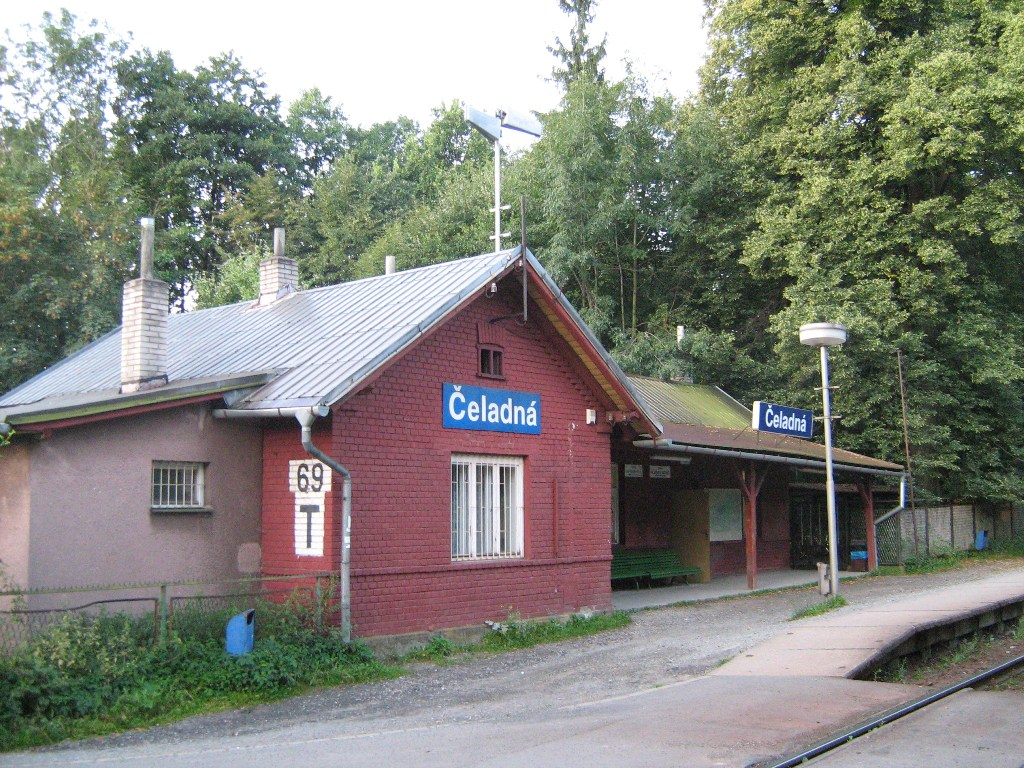
Dawny przystanek kolejowy